# Villarino (El Barco de Valdeorras)
Villarino (oficialmente y en gallego: Vilariño) es un lugar situado en la parroquia de Santigoso, del municipio de El Barco de Valdeorras, en la provincia de Orense, Galicia, España.